# Arcyz (stacja kolejowa)
Arcyz (ukr. Арциз) – węzłowa stacja kolejowa w miejscowości Arcyz, w rejonie bołgradzkim, w obwodzie odeskim, na Ukrainie. Węzeł linii z Odessy do Basarabeaski i Izmaiłu.
Na stacji znajduje się lokomotywownia.